# Yordano (álbum)
Yordano es el nombre del segundo álbum de estudio del cantante venezolano de pop Yordano, Fue publicado por Polydor Records en 1984.
En este álbum se desprenden los sencillos: Manantial De Corazón, No Voy A Mover Un Dedo, entre otros.

## Listado de canciones
1. Bailando Tan Cerca (3:45)
2. Aquel Lugar Secreto (4:25)
3. Algo Bueno Tiene Que Pasar (3:26)
4. No Queda Nada (4:09)
5. Otra Cara Bonita  (3:14)
6. Hoy Vamos A Salir (3:21)
7. Manantial De Corazón (3:43)
8. No Voy A Mover Un Dedo (3:54)
9. Ella Se Fue (3:42)
10. Chatarra De Amor (4:03)